# Інвентар маєтків князів Острозьких (1620)
Інвентар маєтків князів Острозьких 1620 року — історичне джерело першої половини XVII століття.
Інвентар дає багатий і різноманітний матеріал стосовно поселень, головним чином на Волині, що частково чи повністю належали родині Острозьких. Детальний опис 20 міст і 300 сіл, наявних у них ремесел і промислів, ярмарків і торгів, сільськогосподарських занять, фільварків та їхньої продукції дозволяє проаналізувати стан і рівень розвитку продуктивних сил описаної території.
«Інвентар» складався в серпні 1620 року, напередодні укладення угоди про поділ спадщини князя Олександра Острозького між його дочками. Сама угода про розподіл була укладена 24 січня 1621 року у місті Ярославі.
Це джерело знав і використовував історик Олександр Яблоновський. Юзеф Ролле також використовував матеріали «Інвентаря», який тоді нараховував 618 аркушів. Київський історик і архівіст Іван Петрович Новицький у 1882 році, маючи ненадовго «Інвентар», клопотався про його копіювання та видання. Сьогодні в Києві є скорочена версія «Інвентаря». Сам документ зберігається в бібліотеці Оссолінеум у місті Вроцлав, Польща. На сьогодні він складається з 403 аркушів.